# جوزف مورگان
جوزف مورگان (نام پیشین: جوزف مارتین) یک بازیگر اهل انگلستان است که بیشتر برای ایفای نقش «نیکلاوس مایکلسون» در سریال خاطرات خون‌آشام و اصیل‌ها شهرت دارد که در سریال میراث‌ها (مجموعه تلویزیونی) هم حضور پیدا کرد.

## کودکی و نوجوانی
مورگان بزرگترین فرزند خانواده است. او در لندن زاده شد ولی تا یازده سالگی در سوانزی، کشور ولز زندگی می‌کرد و پیش از اینکه در اواخر نوجوانیش برای تحصیل در «مدرسه مرکزی گفتار و نمایش» به لندن بازگردد، دانش آموز «مدرسه جامع موریستان» بود.

## فعالیت هنری
او کار خود را با بازی در نقش «تروی» در اولین سریال شبکه تلویزیونی اسکای وان به نام «جادوگر» و بازی در نقش‌های مکمل در فیلم‌های الکساندر و ناخدا و فرمانده: آخر دنیا و سریال کوتاهی در شبکه تلویزیونی بی‌بی‌سی دو به اسم خط زیبایی، شروع کرد.

او همچنین در سریال تلویزیونی دکتر مارتین و مصیبت دیده ظاهر شد و در فیلم منسفیلد پارک نیز در کنار بیلی پایپر در نقش «ویلیام» بازی کرد.

در سال ۲۰۱۰ نیز او نقش اول سریال کوتاه بن هور را بازی کرد، که ابتدا از شبکه تلویزیونی سی بی سی در کانادا و سپس از شبکه تلویزیونی ای بی سی در آمریکا در تاریخ ۴ آوریل ۲۰۱۰ پخش شد.

او در سریال پرطرفدار خاطرات یک خون‌آشام شبکه تلویزیونی سی دابلیو نقش «کلاوس» را بازی می‌کند و در سال ۲۰۱۱ در فیلم فناناپذیرها در کنار هنری کاویل در نفش «لیساندر» بازی کرد.
مورگان همچنین در سریال اصیل‌ها که بر اساس شخصیت‌های کتاب خاطرات یک خون‌آشام ساخته شده هم نقش «کلاوس مایکلسون» را حفظ کرده‌است.

## زندگی شخصی
مورگان از اکتبر ۲۰۱۱ با امیلی ونکمپ بازیگر سریال تلویزیونی انتقام رابطه داشت ولی پس از مدتی از هم جدا شدند. وی طی مدتی با کلر هولت بازیگر سریال تلویزیونی اصیل ها در رابطه بوده که پس از مدتی جدا شدند.
مورگان با بازیگر پرشیا وایت در سر صحنه فیلم خاطرات خون‌آشام آشنا شد. این زوج در سال ۲۰۱۴ پس از رابطه از سال ۲۰۱۱ نامزد کردند. آنها در ۵ ژوئیه ۲۰۱۴ در اوچو ریوس، ازدواج کردند. او ناپدری دختر پرشیا وایت شد.

مورگان همچنین از حامیان خیریه «زنان مثبت» است.

## فیلم‌شناسی

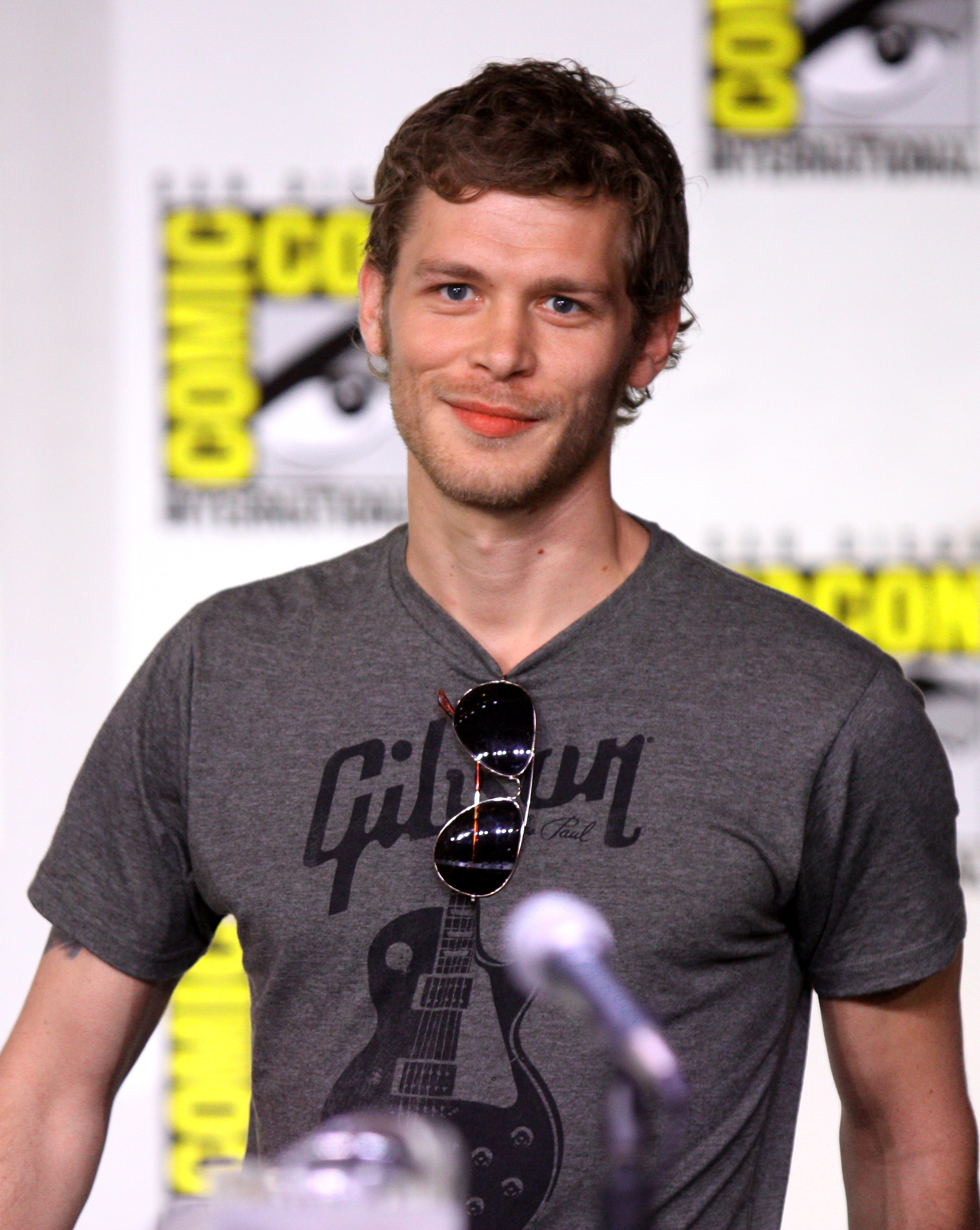
Morgan at the 2011 Comic Con in San Diego

| سال  | نام فیلم                  | نقش                            | توضیحات                         |
| ---- | ------------------------- | ------------------------------ | ------------------------------- |
| ۲۰۰۳ | اروئیکا                   | متایاس                         |                                 |
| ۲۰۰۳ | هنری هشتم                 | توماس کالپپر                   |                                 |
| ۲۰۰۳ | ناخدا و فرمانده: آخر دنیا | ویلیام واریلی. کاپیتان میزنتاپ |                                 |
| ۲۰۰۴ | اسکندر                    | فیلوتاس                        |                                 |
| ۲۰۰۵ | ویلیام و مری              | کالوم                          |                                 |
| ۲۰۰۶ | کنت ویلیامز:معرکه         | الفی                           |                                 |
| ۲۰۰۷ | منسفیلد پارک              | ویلیام پرایس                   |                                 |
| ۲۰۱۱ | تاج فرشته‌ها               | راستی                          |                                 |
| ۲۰۱۱ | مصیبت زده                 | پاول                           |                                 |
| ۲۰۱۱ | فناناپذیران               | لیساندر                        |                                 |
| ۲۰۱۱ | با این دست‌ها              | جورج                           | فیلم کوتاه، تهیه‌کننده و نویسنده |
| ۲۰۱۳ | وحی                       | —                              | فیلم کوتاه، نویسنده و کارگردان  |
| ۲۰۱۳ | قبر باز                   | نیثن                           |                                 |
| ۲۰۱۴ | ترک مخاصمه                | ای.جی. بد                      |                                 |
| ۲۰۱۴ | ۵۰۰ مایل به سمت شمال      | جیمز هاگ                       |                                 |
| ۲۰۱۵ | دزیره                     | اریک اشورث                     |                                 |
| ۲۰۱۹ | پادشاهی حیوانات           | جد                             | دوره ای: فصل ۴                  |
| ۲۰۲۰ | دنیای جدید و شجاع         | CJack60                        | نقش اصلی                        |

| سال       | نام فیلم          | نقش             | توضیحات                                              |
| --------- | ----------------- | --------------- | ---------------------------------------------------- |
| ۲۰۰۲      | ارواح             | رورند پار       |                                                      |
| ۲۰۰۴      | هکس               | تروی            |                                                      |
| ۲۰۰۶      | خط زیبایی         | جاسپر           | TVسریال کوتاه                                        |
| ۲۰۰۷      | شاهد خاموش        | متئو ویلیامز    |                                                      |
| ۲۰۰۷      | دکتر مارتین       | مایک مالبی      |                                                      |
| ۲۰۰۸–۰۹   | مصدوم             | تونی / تونی ریس |                                                      |
| ۲۰۱۰      | بن هور            | جودا بن هور     | TV سریال کوتاه                                       |
| ۲۰۱۱–۲۰۱۶ | خاطرات یک خون‌آشام | کلاوس مایلکسون  | دوره‌ای: فصل ۲ نقش اصلی: فصل ۳–۴ مهمان ویژه: فصل ۵, ۷ |
| ۲۰۱۳–۲۰۱۸ | اصیل‌ها            | کلاوس مایکلسون  | نقش اصلی                                             |
| ۲۰۲۲      | میراث ها          | کلاوس مایکلسون  | مهمان ویژه : فصل ۴ قسمت آخر                          |

### کارگردان
| سال  | عنوان  | توضیحات                             |
| ۲۰۱۶ | اصیل‌ها | Episode: "Behind the Black Horizon" |
| ۲۰۱۷ | اصیل‌ها | Episode: "Keepers of the House"     |
| ۲۰۱۸ | اصیل‌ها | Episode: "Ne Me Quitte Pas"         |
| ---- | ------ | ----------------------------------- |

## جوایز
| سال  | جایزه                  | رده                                     | کار               | نتیجه    |
| ---- | ---------------------- | --------------------------------------- | ----------------- | -------- |
| ۲۰۱۱ | Teen Choice Awards     | Choice TV Villain                       | خاطرات یک خون‌آشام | نامزدشده |
| ۲۰۱۲ | Teen Choice Awards     | Choice TV Villain                       | خاطرات یک خون‌آشام | نامزدشده |
| ۲۰۱۳ | Teen Choice Awards     | Choice TV Villain                       | خاطرات یک خون‌آشام | نامزدشده |
| ۲۰۱۳ | TV Guide Award         | Choice TV Villain                       | خاطرات یک خون‌آشام | برنده    |
| ۲۰۱۴ | People's Choice Awards | Favorite Actor In A New TV Series       | اصیل‌ها            | برنده    |
| ۲۰۱۴ | Teen Choice Awards     | Choice TV Actor: Sci-Fi/Fantasy         | اصیل‌ها            | نامزدشده |
| ۲۰۱۴ | MTV Millennial Awards  | El Mejor Chupasangre (En: Best Vampire) | اصیل‌ها            | نامزدشده |
| ۲۰۱۵ | جایزه برگزیده نوجوانان | Choice TV Actor: Sci-Fi/Fantasy         | اصیل‌ها            | نامزدشده |
| ۲۰۱۶ | جایزه برگزیده نوجوانان | Choice TV: Liplock (with لیه پایپس)     | اصیل‌ها            | نامزدشده |
| ۲۰۱۷ | جایزه برگزیده نوجوانان | Choice Sci-Fi/Fantasy TV Actor          | اصیل‌ها            | نامزدشده |